# ナンテュア
ナンテュア （Nantua）は、フランス、オーヴェルニュ＝ローヌ＝アルプ地域圏、アン県のコミューン。

## 概要
ナンテュアの町はナンテュア湖 (Lac de Nantua) のほとり、不安定な石灰岩質の崖の下にある。
リヨン＝ジュネーヴ間の国道が通過するために、古くから中継地点の町であった。往来の激しい道路と、観光業のため、大気汚染に悩まされている。鉄道では、オー＝ビュジェ線の駅がある。
671年、聖アマンが建てたベネディクト会派の修道院周囲に、定住地ができ、現在のナンテュアとなった。
当地のナンチュア・ソースが世界的に知られている。

## 姉妹都市
- ブレンビッラ、イタリア 2011年